# Trimmis
Trimmis é uma comuna da Suíça, no Cantão Grisões, com cerca de 2.825 habitantes. Estende-se por uma área de 28,47 km², de densidade populacional de 99 hab/km². Confina com as seguintes comunas: Calfreisen, Castiel, Coira (Chur), Furna, Haldenstein, Maladers, Pagig, Says, Untervaz, Valzeina, Zizers.
A língua oficial nesta comuna é o Alemão.